# Albert Schallmoser
Albert Schallmoser (* 29. September 1947 in Weizhof, Tann; † 21. Januar 2021) war ein deutscher Landwirt und Politiker (Freie Wähler).

## Biografie
Schallmoser besuchte die Volksschule und die landwirtschaftliche Berufsschule und legte 1969 die landwirtschaftliche Gehilfenprüfung ab. 1974 wurde er Landwirtschaftsmeister und übernahm den Betrieb seiner Eltern. 1976 wurde er Vorsitzender der Bayerischen Jungbauernschaft im Landkreis Rottal-Inn, 1992 wurde er zum Präsidenten des Bezirksverbandes des BBV in Niederbayern gewählt. Er gehörte außerdem dem Medienrat der Bayerischen Landeszentrale für neue Medien an.
Schallmosers politische Laufbahn begann 1978, als er in den Gemeinderat von Tann und den Kreistag des Landkreises Rottal-Inn gewählt wurde. 1982 ernannte man ihn zum Ortsobmann in Zimmern, 1984 zum Zweiten Bürgermeister der Gemeinde Tann, 1987 zum Kreisobmann und 1990 zum stellvertretenden Landrat. Von 1995 bis 1999 war er Mitglied des Bayerischen Senats. 
Ehrungen
- Ehrenpräsident des BBV-Niederbayern
- Bundesverdienstkreuzes am Bande